# Jacob Rees-Mogg
Pour les articles homonymes, voir Mogg.
Jacob Rees-Mogg, né le 24 mai 1969 à Hammersmith (Londres), est un homme politique britannique, membre du Parti conservateur.
Il est secrétaire d'État aux Affaires, à l'Énergie et à la Stratégie industrielle du 6 septembre 2022 au 25 octobre 2022, jour de sa démission à la suite de la nomination du nouveau Premier ministre Rishi Sunak.

## Situation personnelle
Fils de William Rees-Mogg (créé en 1999 baron à vie et mort en 2012), Jacob Rees-Mogg étudie au collège d'Eton, puis l'histoire à Trinity College, à Oxford, où il est président de l'Association conservatrice de l'université.
Frère aîné de la journaliste eurosceptique et députée européenne Annunziata Rees-Mogg, il est marié depuis 2007 avec Helena, fille de Somerset de Chair (député de South West Norfolk de 1935 à 1945 et lui-même fils de l'amiral Dudley de Chair) et de lady Juliet Tadgell.
Catholique, il assiste à la messe selon la liturgie traditionnelle (en latin) et est père de six enfants. Il a grandi dans un château et en achète lui-même un, à Bath.
Il travaille à la Cité de Londres, jusqu'en 2007 chez Lloyd George Management. Par la suite, il co-fonde Somerset Capital Management, amassant une fortune de 100 millions de livres. Son nom apparaît dans les Paradise Papers en 2017, en tant que propriétaire de sociétés basées dans les paradis fiscaux des îles Caïmans et de Singapour.

## Parcours politique
Lors des élections générales de 2010, il est élu député dans la circonscription de North East Somerset. Il est réélu en 2015, 2017 et 2019.
À la Chambre des communes, il est décrit comme l'avocat des coupes budgétaires et un adversaire au mariage homosexuel. Thatchérien, il est également climatosceptique, opposé à l'avortement et critique à l'égard des aides aux pays en développement.
Jacob Rees-Mogg est un eurosceptique influent. Favorable au retrait du Royaume-Uni de l'Union européenne, il est nommé en janvier 2018 à la tête des 60 à 80 députés conservateurs partisans d'une sortie nette de l'Union européenne, l'European Research Group (en). Il est pressenti pour devenir Premier ministre ou chancelier de l'Échiquier de Boris Johnson au cas où la faction eurosceptique arriverait à renverser la chef de gouvernement Theresa May, après une campagne en ligne d'activistes conservateurs intitulée « Moggmentum ».
Le 15 novembre 2018, il demande une motion de censure contre Theresa May après la révélation du projet d'accord entre le Royaume-Uni et l'UE sur le Brexit. Il appelle par ailleurs les eurodéputés britanniques, au cas où le Royaume-Uni devrait participer aux élections européennes du 26 mai, « à être aussi difficiles que possible en mett[ant] leur veto à toute augmentation de budget, s'oppos[ant] à la supposée armée européenne et [en] bloqu[ant] les projets intégrationnistes de M. Macron ».
Le 24 juillet 2019, Jacob Rees-Mogg est nommé leader de la Chambre des communes et lord président du Conseil dans le premier gouvernement de Boris Johnson. Après l'incendie de la tour Grenfell, ses commentaires sur la catastrophe causent des remous, ce qui l'amène à s'excuser : « Je détesterais que mes commentaires causent de la détresse aux habitants de Grenfell, s'ils n'ont pas été clairs ».
Depuis le 8 février 2022, il est ministre d'État chargé des opportunités du Brexit et l'efficacité du gouvernement au sein du Bureau du Cabinet dans le second gouvernement de Boris Johnson.
Lors de l'élection à la direction du Parti conservateur de juillet-septembre 2022, il soutient Liz Truss. Elle fait de lui son ministre de l'énergie après être devenue première ministre. Opposé aux mesures visant à préserver l’environnement, Jacob Rees-Mogg estime que l'intensité maximale des tremblements autorisée lors des essais de fracturation hydraulique était « trop faible » (ils sont limités à une magnitude de 0,5), soutient ardemment les énergies fossiles et « souhaite exploiter jusqu’à la dernière goutte le pétrole de la Mer du Nord parce que cela n’a pas de conséquence pour le climat » et relancer l'industrie du charbon.
Il n'est pas reconduit dans le gouvernement de Rishi Sunak en octobre. Il se fait ensuite critique à l'égard du premier ministre Sunak, l'accusant de ne pas tenir ses promesses.
Aux élections générales de 2024, désastreuses pour le parti Tory, il fait partie des figures du parti emportées, ne récoltant que 15420 suffrages contre 20739 à son adversaire travailliste Dan Norris qu'il félicite (Reform UK, les Lib-Dem et les Verts en obtenant respectivement 7424, 3878 et 3222).

## Résultats électoraux à la Chambres des communes
| Élection          | Circonscription               | Parti | Parti        | Voix   | %    | Résultats |
| ----------------- | ----------------------------- | ----- | ------------ | ------ | ---- | --------- |
| Générales de 1997 | Central Fife                  |       | Conservateur | 3 669  | 9,0  | Échec     |
| Générales de 2001 | The Wrekin                    |       | Conservateur | 15 945 | 38,4 | Échec     |
| Générales de 2010 | North East Somerset           |       | Conservateur | 21 130 | 41,3 | Élu       |
| Générales de 2015 | North East Somerset           |       | Conservateur | 25 439 | 49,8 | Élu       |
| Générales de 2017 | North East Somerset           |       | Conservateur | 28 992 | 53,6 | Élu       |
| Générales de 2019 | North East Somerset           |       | Conservateur | 28 360 | 50,4 | Élu       |
| Générales de 2024 | North East Somerset et Hanham |       | Conservateur | 15 420 | 30,4 | Battu     |

## Distinction honorifique
- Chevalier de l'ordre souverain militaire et hospitalier de Saint-Jean de Jérusalem, de Rhodes et de Malte.